# Ибрагимов, Фаиль Мирзаевич
Фаиль Мирзаевич Ибрагимов (тат. Фаил Мирза улы Ибраһимов; род. 29 ноября 1950, Чалманарат, Актанышский район, Татарская АССР, РСФСР, СССР) — советский и российский татарский театральный режиссёр. Заслуженный деятель искусств Республики Татарстан (1994). Лауреат Республиканской премии имени Мусы Джалиля (2007). Главный режиссёр Набережночелнинского государственного татарского драматического театра (1990—1996, 2002—2020).

## Биография
Фаиль Мирзаевич Ибрагимов родился 29 ноября 1950 года в селе Чалманарат Актанышского района Татарской АССР. По официальным документам — 2 января 1951 года. Родители поженились в 1948 году: мать — Мусавара (р. 1925), дочь расстрелянного муэдзина, трудилась трактористкой в колхозе; отец — Мирзамухаммат (р. 1925), ветеран Великой Отечественной войны, откуда вернулся на протезах без обеих ног, затем два десятка лет был директором деревенской школы. В семье было одиннадцать детей. Брат — Ильфак (р. 1952), поэт.
После окончания седьмого класса школы в родном селе, в 1966 году поступил в Мензелинское педагогическое училище, которое окончил в 1970 году, а затем работал учителем в школе села Старое Курмашево. В 1971 году поступил на театральный факультет Казанского института культуры, который окончил в 1975 году. Учился у драматурга и режиссёра Р. Батуллы, а также у Ш. Сарымсакова, главного режиссёра Татарского академического театра имени Г. Камала. После получения образования вернулся в Актанышский район, связав свою дальнейшую жизнь с татарским театром.
В 1975—1978 годах работал режиссёром Актанышского народного театра, а в 1978—1979 годах был режиссёром-стажёром Мензелинского татарского драматического театра. В 1979—1982 годах снова трудился в Актанышском театре, в 1982—1984 годах — в Набережночелнинском народном театре, а в 1985 году стал главным режиссёром Мензелинского театра. С целью совершенствования профессионального мастерства был направлен в Москву, где в 1986—1987 годах обучался на Высших режиссёрских курсах при Государственном институте театрального искусства. Учился у таких педагогов, как Е. Р. Симонов и А. А. Гончаров.
В 1990 году стал художественным руководителем и главным режиссёром новосозданного Набережночелнинского театра юного зрителя, который в дальнейшем получил название татарского драматического. 21 декабря 1990 года на сцене дома культуры «Энергетик» первой челнинской профессиональной труппой в постановке Ибрагимова был сыгран спектакль «Күбәләк булып җаның кайтыр» («И вернется бабочкой душа твоя») по пьесе Р. Батуллы, что ознаменовало рождение профессионального театра в Набережных Челнах. Сформировав актёрскую труппу и наладив творческую работу коллектива, в 1996 году оставил должности в театре, оставшись там режиссёром. В 2002—2020 годах снова был главным режиссёром театра.
В 1994 году получил звание заслуженного деятеля искусств Республики Татарстан, а в 2007 году стал лауреатом Республиканской премии имени М. Джалиля. В 2010, 2022 годах номинировался на получение Государственной премии Республики Татарстан имени Габдуллы Тукая. Большой резонанс получило вручение в 2021 году Ибрагимову благодарственного письма от мэра Набережных Челнов, что ряд деятелей татарской культуры посчитали недостаточной оценкой для основателя челнинского театра.

## Очерк творчества
Первый спектакль «Ир-егетләр» («Мужчины») по пьесе Т. Миннуллина поставил в 1975 году. Постановки «Өч аршын җир» («Три аршина земли») А. Гилязова, «Дуэль» («Дуэль») М. Байджиева, «Кичер мине, Әнкәй» («Прости меня, мама») Р. Батуллы на сцене Актанышского татарского театра, а также «Американ» («Американец») К. Тинчурина на сцене Набережночелнинского народного театра, привлекли внимание своими неординарными образными решениями и были оценены критиками как первоклассные спектакли, получив также широкую известность и у казанских зрителей. Творческая работа в Мензелинском театре ознаменовалась для Ибрагимова дальнейшим развитием режиссёрского потенциала, овладением современными техниками театрального искусства вкупе с сохранением традиций татарского театра.
Такие спектакли мензелинского периода, как «Зәңгәр шәл» («Голубая шаль») К. Тинчурина, «Сөйгәнемнең туган көне» («День рождения любимой») И. Юзеева, «Баласын җуйган болан эзеннән» («По следам оленя, потерявшего детеныша»), «Өч аршын җир» («Три аршина земли») и «Тын урамда гауга» («Скандал на тихой улице») А. Гилязова, «Ярым ятларга кала» («Только жаль любимую») Р. Батуллы, «Өй салуның ние бар?» («Что нам стоит дом построить») Ф. Шафигуллина, «Сүнмәс учагым» («Негаснущий костёр») В. Крымко, «Сөрелгән фәрештәләр» («Звёзды на утреннем небе») А. Галина, показали профессиональную зрелость Ибрагимова как режиссёра. Смелость образного решения, психологическая глубина, смысловая значимость мизансценических композиций, точное ощущение жанровой природы драматургического материала сделали эти спектакли явлением в татарском театральном искусстве, подняв Мензелинский театр на новую художественную высоту.
Загоревшись идеей построить создать профессиональный театр в Набережных Челнах, Ибрагимов воплотил это желание в жизнь, уделив особое внимание духовной сути ставящихся произведений. Такие спектакли, как «Күбәләк булып җаның кайтыр» («И вернется бабочкой душа твоя»), «Нурислам нигезе» («Дом Нурислама») и «Яшь аралаш көлү» («Смех сквозь слезы») Р. Батуллы, «Ут төртүче» («Поджигатель») В. Шашина, «Язлар моңы» («Весенние мелодии») А. Гаффара, «Курку» («Страх»), «Сулкылдап елый җаннар» («Ранимая душа») и «Кайтуыңның кайтавазы» («О чём молчит скрипка?») З. Хакима, «Сөясеңме, сөймисеңме» («Любишь, не любишь?») Ф. Булякова, «Гора влюблённых» («Гашыйклар тавы») И. Юзеева, определили дальнейшие пути развития Набережночелнинского театра, его художественное направление. Данные постановки Ибрагимова отличали точный социальный анализ, обобщающая широта поднимаемых проблем, поэтическая одухотворённость и яркая театральная зрелищность, они транслировали зрителю режиссёрское понимание сути и смысла жизни посредством тонкой психологической игры, пластики, слова.
Из других набережночелнинских постановок Ибрагимова известны спектакли «Финлянди дә рәхәт ди» («О, мой рай, Финляндия!») Р. Сагди, «Тик сиңа юллар ярам» («Страшная сказка про любовь») Р. Солнцева, «Кодача» («Свояченица») З. Исмагилова, «Әйттереп калыйк әле!» («Рогоносец») и «Китмәскә килгән кошым» («Не улетай, любовь!») Э. Ягудина, «Аты барның, дәрте бар» (Аты барның — дәрте бар) и «Кызлар, ишек ачыгыз!» («Студенты») Н. Гаитбаева, «Мөгезле Мәүлихан» («Рогатый Маулихан») Д. Салихова, «Яр» («Новелла о человеке») Б. Салахова, «Корт» («Деревенские шалости») Ф. Галиева, «Юлларда бозлавык» («На дорогах гололедица») А. Камалиева, «Саташу» («Наваждение») Т. Миннуллина, «Банкрот» («Банкрот») Г. Камала, «Бурлак» («Бурлак») М. Гилязова, «Абага алмасы ачы була» («Горькие плоды папоротника») и «Сигезле биюе» («Белый танец») Р. Сабыра, «Хыялый» («Мечтатель») С. Абузарова, «Тигезәкләр» («Отверженные») Р. Хамида, «Кияү абый» («Дядя зятёк») Х. Ибрагима и Р. Сагди.
В период работы в Набережных Челнах серьёзные спектакли были поставлены Ибрагимовым на сценах других театров, в частности, «Көзнең соңгы яфраклары» («Последние листья осени») Р. Хамида, «Сафиулла» («Сафиулла») М. Гилязова, «Көзге романс» («Осенний романс») З. Хакима, «Мәкер һәм мәхәббәт» («Коварство и любовь») Ф. Шиллера в Альметьевском татарском драматическом театре, «Сихерче» («Колдунья») Н. Гиматдиновой в Уфимском татарском театре «Нур», а также «Ярым ятларга кала» («Только жаль любимую») Р. Батуллы в Татарском академическом театре имени Г. Камала. Стараясь не повторяться, всего Ибрагимов поставил более 70 спектаклей, зарекомандовав себя режиссёром высокого класса.

## Награды
- Почётное звание «Заслуженный деятель искусств Республики Татарстан» (1994 год)[16].
- Республиканская премия имени Мусы Джалиля (2007 год) — за создание спектакля «Саташу» («Наваждение»), работу по воспитанию подрастающего поколения[31].
- Медаль «За доблестный труд» (2015 год) — за большой вклад в развитие театрального искусства и многолетнюю творческую деятельность[32].
- Благодарственное письмо Государственного совета Республики Татарстан (2021 год)[33].

## Личная жизнь
Сын — Булат (р. 1975), выпускник Набережночелнинского училища искусств (1995), Санкт-Петербургской академии театрального искусства (2000), главный художник Казанского театра юного зрителя (2001—2002), художник Татарского академического театра имени Г. Камала (2002—н.в.).